# واين أوتو
واين أوتو (بالإنجليزية: Wayne Otto)‏ هو مدرب منتخب وطني ‏ بريطاني، ولد في 18 مايو 1966 في لندن في المملكة المتحدة.